# 替代性創傷
替代性创伤是指救援人员在目睹悲惨、災難场景或接觸到災民遭遇的經歷後自身的心理和情绪出現异常的现象。甚至普通民众通过网络、电视、报纸等媒体接触到大量災難信息後也有可能出現替代性創傷。